# Доня-Лепеница
Доня-Лепеница (серб. Доња Лепеница) — населенный пункт в общине Србац, который принадлежит энтитету Республике Сербской, Босния и Герцеговина. По результатам югославской переписи населения 1991 года в Доня Лепенице проживало 537 человек.

## Население
| 1948                           | 1953 | 1961 | 1971 | 1981 | 1991 |
| ------------------------------ | ---- | ---- | ---- | ---- | ---- |
| 707                            | 818  | 795  | 687  | 623  | 537  |
| Гистограмма динамики населения |      |      |      |      |      |